# Tea at Five
Tea at five is een one woman play (eenpersoonstoneelstuk) over het leven van de actrice Katharine Hepburn. Het stuk is geschreven door Matthew Lombardo en geregisseerd door John Tillinger. De hoofd- en enige rol wordt gespeeld door Kate Mulgrew.
Het eerste deel van het toneelstuk speelt zich af wanneer Katharine Hepburn 31 is, het tweede deel wanneer ze in de zeventig is. Het gaat over zowel Hepburns professionele als haar persoonlijke leven.
Tea at Five won enkele prijzen.